# Ansar Al-Sharia (Libia)
Ansar al-Sharia (en castellano: Partidarios de la Sharia) fue un grupo salafista y grupo alineado con Al-Qaeda que abogaba por la implementación de la ley sharia en toda Libia. Ansar al-Sharia nació en 2011, durante la guerra civil libia. Hasta enero de 2015, fue dirigida por su "Emir", Muhammad al-Zahawi. Como parte de su estrategia, la organización atacó a civiles libios y estadounidenses específicos para matarlos y participó en el ataque de Benghazi de 2012. El grupo fue designado como una organización terrorista por las Naciones Unidas Iraq, Turquía, Emiratos Árabes Unidos, el Reino Unido y los Estados Unidos
El 27 de mayo de 2017, el grupo anunció que se disolvería formalmente, en medio de grandes pérdidas que mataron a la mayoría de sus líderes y diezmaron a sus combatientes.

## Trasfondo
Ansar al-Sharia se formó durante la primera guerra civil libia y saltó a la fama después del asesinato de Muamar el Gadafi. Compuesta por exrebeldes de la Brigada Abu Obayda Bin Aljarah, la Brigada Malik y la Brigada de los Mártires del 17 de febrero y varios otros grupos, la milicia salafista inicialmente se hizo famosa publicando videos de ellos mismos luchando en la Batalla de Sirte, la batalla final.
Su primera aparición pública importante ocurrió el 7 de junio de 2012, cuando encabezaron una manifestación de hasta doscientas camionetas montadas con artillería a lo largo de la plaza Tahrir de Bengasi y exigieron la imposición de la ley Sharia. Según el New York Times, "los diplomáticos occidentales que observaron dijeron que estaban atónitos por la escala y el armamento de la exhibición".
El líder de Ansar al-Sharia, el jeque Muhammad al-Zahawi, concedió más tarde una entrevista en un canal de televisión local prohibiendo la participación en las primeras elecciones parlamentarias de Libia posteriores a la guerra civil con el argumento de que no eran islámicas.  La milicia continuó brindando seguridad a algunas propiedades públicas en el este de Libia, incluido el Hospital Al Jala de Bengasi. Según se informa, el grupo es el brazo militar de Al-Dawa wa Al-Islah, una organización caritativa.
Noman Benotman, exmiembro del Grupo de Combate Islámico Libio y analista del islamismo libio, afirma que Ansar al-Sharia es menos una organización que un término aplicado a una coalición amorfa de grupos islamistas y salafistas activos en el este de Libia. El logotipo de Ansar al-Sharia es un par de rifles de asalto AK-47, un puño cerrado con un dedo apuntando hacia arriba, un Corán abierto y una bandera negra.

## Actividades
Fawzi Bukatef, el líder en Benghazi de la milicia islamista rival Brigada de los Mártires del 17 de febrero, afirmó que los miembros de la organización habían sido responsables del asesinato de Abdul Fatah Younis, el comandante del fuerzas rebeldes durante la guerra civil libia. Ansar al-Sharia llevó a cabo la destrucción de sufíes santuarios en Benghazi, a los que consideraban idólatras.
En noviembre de 2011, los salafistas libios participaron en una serie de ataques contra santuarios sufíes en todo el país. Mohamed Yousef el-Magariaf, el presidente del Congreso Nacional General (GNC) denunció los ataques al santuario como "actos vergonzosos" y dijo que "los involucrados eran criminales que serían perseguidos". Ansar al-Sharia usó su presencia en línea para denunciar la captura y expulsión de Libia en 2013 del operativo al-Qaeda Abu Anas al-Libi, por parte de las fuerzas militares estadounidenses.
Aparte de las actividades militantes, Ansar al-Sharia ha intentado obtener apoyo local a través de Dawah (actividades misioneras), la prestación de servicios sociales, que van desde patrullas de seguridad hasta la recolección de basura, y el establecimiento de clínicas médicas y escuelas religiosas. En enero de 2015, el grupo introdujo la policía religiosa islámica y un tribunal de la sharia en partes de Benghazi.

## Ataque a la misión diplomática de Estados Unidos en Bengasi en 2012
El 11 de septiembre de 2012, el Centro de Operaciones del Departamento de Estado de los Estados Unidos informó a la Sala de Situación de la Casa Blanca y a otras unidades de seguridad de los Estados Unidos que Ansar al-Sharia se atribuía la responsabilidad del ataque a la misión diplomática de los Estados Unidos en Benghazi que acababa de ocurrir.  Testigos dijeron que vieron vehículos con el logo del grupo en la escena del asalto y que los combatientes allí reconocieron en ese momento que pertenecían a Ansar al-Sharia. Los testigos también dijeron que vieron a Ahmed Abu Khattala, un comandante de Ansar al-Sharia, liderando el ataque a la embajada, una afirmación que Khattala negó. Según longwarjournal.org, el grupo emitió un comunicado afirmando que "no participó como una sola entidad" y que el ataque "fue un levantamiento popular espontáneo" al tráiler de la película Innocence of Muslims, ampliamente condenado como antiislámico.
El 6 de agosto de 2013, funcionarios estadounidenses confirmaron que Ahmed Abu Khattala, el líder libio de Ansar al-Sharia, ha sido acusado de desempeñar un papel importante en el ataque de 2012 contra el complejo diplomático estadounidense en Benghazi. Según NBC, los cargos se presentaron bajo sello en Washington D. C. a finales de julio. Khattalah fue arrestado por personal de operaciones especiales de la Fuerza Delta de EE. UU. en una redada en Libia el 15 de junio de 2014. Fue transportado a los Estados Unidos a bordo del muelle de transporte del USS New York y se espera que enfrente un juicio en un tribunal penal de los Estados Unidos.

### Retiro temporal y resurgimiento
El 21 de septiembre de 2012 después de las protestas masivas contra las milicias en Bengasi, en las que se culpó en gran medida a Ansar al-Sharia por el ataque a la misión, cientos de manifestantes irrumpieron en el cuartel general de las milicias, bajaron las banderas de las milicias e incendiaron un vehículo dentro de la base. El grupo fue expulsado de sus bases en Bengasi al día siguiente. Pocas horas después del ataque, Mártires del 17 de febrero, junto con la brigada de Mártires de Bou Salim, supuestamente acordaron disolverse, sin embargo, entre 150 y 200 milicianos se trasladaron de Bengasi al área de Jebel Akhdar, Libia.
En diciembre de 2012, el grupo aún existía, aunque había adoptado una posición discreta. Para marzo de 2013, el grupo había regresado a Benghazi y comenzó a patrullar hospitales y controlar puestos de control, además de brindar servicios humanitarios a los residentes. A fines de 2013, el grupo había abierto una brigada en Derna, bajo el lema "Un paso hacia la construcción del estado islámico". El grupo también estableció una presencia en las ciudades libias de Ajdabiya y Sirte. En diciembre de 2014, Ansar al-Sharia se unió a la Brigada de Mártires de Abu Salim y al Jaysh al-Islami al-Libi en una organización paraguas llamada Majlis Shura al-Mujahidin Derna (Consejo Consultivo Derna Muyahidin). El grupo ha estado involucrado en combates con las fuerzas del general Khalifa Haftar en la segunda guerra civil libia.
En marzo de 2017 la milicia anunció su disolución por motivos de su debilitamiento y perdida de protagonismo desde la caída de Muamar el Gadafi en 2011.

## Segunda guerra civil libia
Tras las prolongadas tensiones entre islamistas y no islamistas en Libia, el 16 de mayo de 2014, las fuerzas militares leales al general Khalifa Haftar lanzaron una ofensiva aérea y terrestre a gran escala denominada Operación Dignidad en Grupos de milicias islamistas en Bengasi, incluido Ansar al-Sharia. La ofensiva provocó una escalada militar en todo el país que condujo al comienzo de la segunda guerra civil libia.
Después de los reveses iniciales, Ansar al-Sharia y otras milicias islamistas y yihadistas que luchaban juntas como el Consejo Shura de Revolucionarios de Benghazi, lanzaron una contraofensiva contra las unidades leales a Haftar en los meses siguientes, expulsándolas en gran medida de la ciudad por agosto del mismo año. Después de capturar varias bases del ejército en esta ofensiva, Ansar al-Sharia publicó imágenes en Internet de las armas y equipos que habían sido incautados, incluyendo Obús de 122 mm 2A18 (D-30), lanzacohetes múltiples, 9K32 Strela-2, sistemas portátiles de defensa aérea, grandes cantidades de municiones y vehículos.
A finales de 2014, el líder del grupo, Mohamed al-Zahawi, murió a causa de las heridas que había recibido en los combates. En los meses que siguieron, muchos miembros de Ansar al-Sharia, incluida la mayoría de su organización en Sirte, supuestamente desertaron al Estado Islámico de Irak y el Levante en Libia. El 30 de marzo de 2015, el principal jurista de la sharia del grupo, Abu Abdullah Al-Libi, prometió lealtad al Estado Islámico,, y desertó con varios combatientes. Ansar al-Sharia anunció rápidamente que Abu Tamim al Libi había sido seleccionado como su reemplazo. Durante varios años, el grupo mantuvo su independencia de ISIL, pero las pérdidas continuas a través de las bajas en la lucha contra el Ejército Nacional Libio bajo Khalifa Haftar y más deserciones a ISIL, Batalla de Bengasi, con muchos de los combatientes restantes van a ISIL.

El secuestro y decapitación de 21 coptos egipcios en 2015 en Libia por ser "gente de la cruz, seguidores de la iglesia [copta] egipcia hostil", ha sido atribuido a Ansar al- Sharia de Carol E.B. Choksy y Jamsheed K. Choksy de Asuntos Mundiales.